# Myrmotherula pacifica
Formigueirinho-do-pacífico ou choquinha-do-pacífico (Myrmotherula pacifica) é uma espécie de ave da família Thamnophilidae.
Pode ser encontrada nos seguintes países: Colômbia e Equador.